# Королевский университет Пномпеня
Короле́вский университе́т Пномпе́ня (кхмер. សាកលវិទ្យាល័យភូមិន្ទភ្នំពេញ) — национальный университет Камбоджи. Основан в 1960 году, является крупнейшим учебным заведением страны. В настоящее время в нем обучается более 20 тысяч студентов. Состоит из двух кампусов, расположенных вдоль бульвара Российской Федерации в западной части Пномпеня.
Королевский университет Пномпеня поддерживает прочные связи с университетами Вьетнама, Лаоса и другими ведущими университетами региона и является членом нескольких региональных научно-исследовательских сетей и организаций, включая Cеть университетов АСЕАН, Университетское агентство франкофонии и Академическую и научно-исследовательскую сеть субрегиона Большого Меконга (GMSARN).

## История
Основан 13 января 1960 года как Кхмерский королевский университет. В состав нового вуза были включены: Национальный институт правовых и экономических исследований, Королевская школа медицины, Национальная школа коммерции, Национальный педагогический институт, Факультет филологии и гуманитарных наук, а также Факультет науки и техники. Первоначально обучение проводилось только на французском языке.
После отмены монархии и провозглашения в 1970 году Кхмерской республики вуз был переименован в Университет Пномпеня. В 1965—1979 гг. в его составе находились девять факультетов: Эко́ль Норма́ль (Высший Нормальный колледж), Филологии и гуманитарных наук, Науки, Фармацевтики, Экономики и права, Стоматологии и медицины, Коммерции, Педагогический, и Факультет иностранных языков.
В годы правления Красных кхмеров 1975—1979 гг. система образования была «отменена» (полностью уничтожена). Как и все прочие учебные заведения, университет был закрыт, а его ректор — Пхунг Тон, — был арестован, подвергнут пыткам и убит в печально известной тюрьме S-21. Во времена Пол Пота все образованные люди рассматривались как потенциальные враги режима. За годы правления Красных кхмеров большинство преподавателей и студентов погибли от голода и репрессий. Лишь немногие смогли дожить до вьетнамского вторжения в 1979 году.
Главный кампус оставался заброшенным на протяжении пяти лет. Только в 1980 году правительство Народной республики Кампучия восстановило Колледж Эколь Нормаль. Обучение вновь проводилось на французском языке. В 1981 году Институт иностранных языков начал подготовку преподавателей русского и вьетнамского языков. В 1988 году Эколь Нормаль и Институт иностранных языков были объединены в Университет Пномпеня, а в 1996 году вуз получил нынешнее название.

## Факультеты
- Факультет естественных наук
- Факультет социальных и гуманитарных наук
- Инженерный факультет
- Факультет приоритетных исследований
- Факультет образования
- Институт иностранных языков